# Walinna
Walinna – wieś w Polsce położona w województwie lubelskim, w powiecie radzyńskim, w gminie Komarówka Podlaska.
Wierni Kościoła rzymskokatolickiego należą do parafii Najświętszego Serca Pana Jezusa w Komarówce Podlaskiej.
Wieś ekonomii brzeskiej w drugiej połowie XVII wieku. W latach 1975–1998 miejscowość administracyjnie należała do województwa bialskopodlaskiego.
Wieś stanowi sołectwo gminy Komarówka Podlaska. Według Narodowego Spisu Powszechnego z roku 2011 wieś liczyła 317 mieszkańców.

## Części wsi
| SIMC    | Nazwa    | Rodzaj    |
| ------- | -------- | --------- |
| 0014315 | Kamienne | część wsi |
| 0014321 | Zakanał  | część wsi |

## Historia
Walinna dawniej także Walina, w wieku XIX wieś w powiecie radzyńskim, gminie Brzozowy Kąt, parafii Komarówka, około 1892 posiadała 60 domów i 418 mieszkańców gruntu 1286 mórg. Według spisu mieszkańców Królestwa Polskiego z 1827 roku było tu 49 domów i 331 mieszkańców należących do parafii Królówbród.